# Dealer Business System
Dealer Business System (DBS) là một ứng dụng hệ thống quản lý đại lý / quản lý chuỗi cung ứng được phát triển với Accdvisor trên AS / 400 Mainframes vào những năm 1990. Các đại lý của Caterpillar đã và đang sử dụng ứng dụng này để quản lý các vấn đề nội bộ của họ cũng như các kết nối bên ngoài với CAT. Các mô-đun chính bao gồm:
- Xử lý đơn hàng
- Kiểm kê bộ phận
- Dịch vụ
- Cho thuê
- Hệ thống quản lý thiết bị

## Phiên bản

### Vai trò của cuộc phiêu lưu
Vào tháng 6 năm 2002, Caterpillar và Accdvisor đã công bố thỏa thuận 10 năm để xây dựng và cung cấp hỗ trợ cho DBS 
Vào tháng năm 2009, các đại lý đã được phê duyệt chuyển đổi hỗ trợ DBS để nhóm Dịch vụ Quản lý Đại lý Accenture của Accenture.

### Vai trò của phần mềm High 5
Vào tháng 5 năm 2012, Phần mềm High 5 thông báo hỗ trợ thay thế hệ thống DBSi sau phản hồi rằng nhiều hệ thống nhà cung cấp phần mềm khác đang chùn bước.

## Kết thúc hỗ trợ CAT
Vào tháng 4 năm 2008, Caterpillar tuyên bố thay đổi tầm nhìn.
Khi phát triển chiến lược hệ thống DBSi mới, nhiều lĩnh vực đã được xem xét như:
- Một đánh giá kỹ lưỡng về các đại lý cần năm đến bảy năm trong tương lai
- Đánh giá về khả năng tài chính dài hạn của việc tiếp tục phát triển DBSi cho 80 - 100 đại lý
- Đánh giá về hệ thống quản lý đại lý bên thứ 3 được cung cấp trên thị trường
- Đánh giá đại lý gần đây và quyết định rời khỏi DBS / DBSi

Với thành tựu này, sự đồng thuận từ tất cả các bên liên quan đã dẫn đến việc hoàn thành chiến lược hệ thống DBSi mới. Cùng nhau, người ta đã kết luận rằng các hệ thống từ các nhà cung cấp bên ngoài như Microsoft, Infor và SAP có thể đáp ứng nhu cầu của các đại lý của Caterpillar và việc tiếp tục đầu tư vào DBSi để cạnh tranh với các hệ thống này không còn là lựa chọn khả thi cho cả hai đại lý. Kể từ thời điểm này, Accdvisor đã tiếp quản sự phát triển của DBS / DBSi.
Ứng dụng này chạy trên các máy tính lớn AS / 400 tại các trung tâm dữ liệu của đại lý và kết nối với các hệ thống CAT để đặt hàng.
[28 tháng 4 năm 2008]